# 篠原正明
篠原 正明（しのはら まさあき、1984年9月16日 - ）は、日本の俳優。千葉県出身。東京成徳大学福祉心理学科卒。劇団扉座11期生。
劇団ナカゴーに所属しており、主に舞台俳優を中心として活動している。以前はスターダス・21に所属していた。

## 出演

### 映画
- ジョーカー・ゲーム（2015年1月31日、東宝）

### オリジナルビデオ
- 団地妻は、わけあってヤリました。（2019年3月25日、リバプール）

### テレビドラマ
- 主に泣いてます 第7話（2012年9月1日、フジテレビ） - ヤンキー男 役
- リーガルハイ 第8話（2013年11月27日、フジテレビ） － 奥蟹頭集落反自然派団体メンバー 役

### バラエティ番組
- ゴッドタン （2012年6月16・23日、2013年1月12日・19日、2015年7月4・11日、テレビ東京）

ファンタジー芸人No.1決定戦 - ネオキング役（物語の終盤で劇団ひとりと必ず対決する怪人）

### 舞台
- シベリアクラシックアーカイブス「君がくれたラブストーリー2024」（2024年10月30日 - 11月10日、赤坂RED/THEATER / 11月30日 - 12月1日、三重県文化会館）[1]